# Ergaticus
Ergaticus is een voormalig geslacht van zangvogels uit de familie Amerikaanse zangers (Parulidae). De soorten uit het geslacht worden tegenwoordig ingedeeld bij het geslacht Cardellina.

## Soorten
Het geslacht kende de volgende soorten:
- Ergaticus ruber (Rode zanger)
- Ergaticus versicolor (Rozekopzanger)